# Mamelles (Sénégal)
Pour les articles homonymes, voir Mamelle (homonymie).

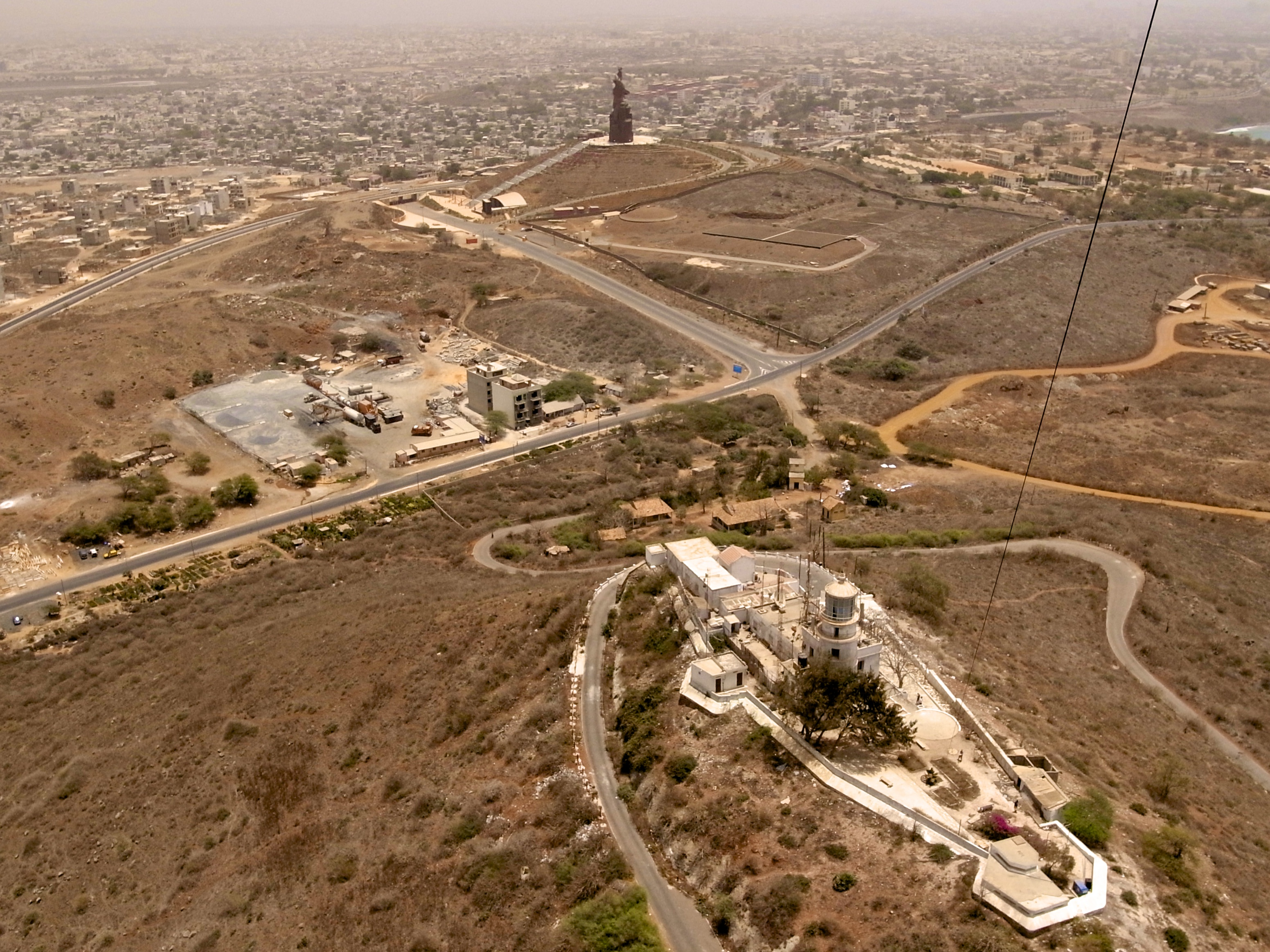
Vue aérienne.

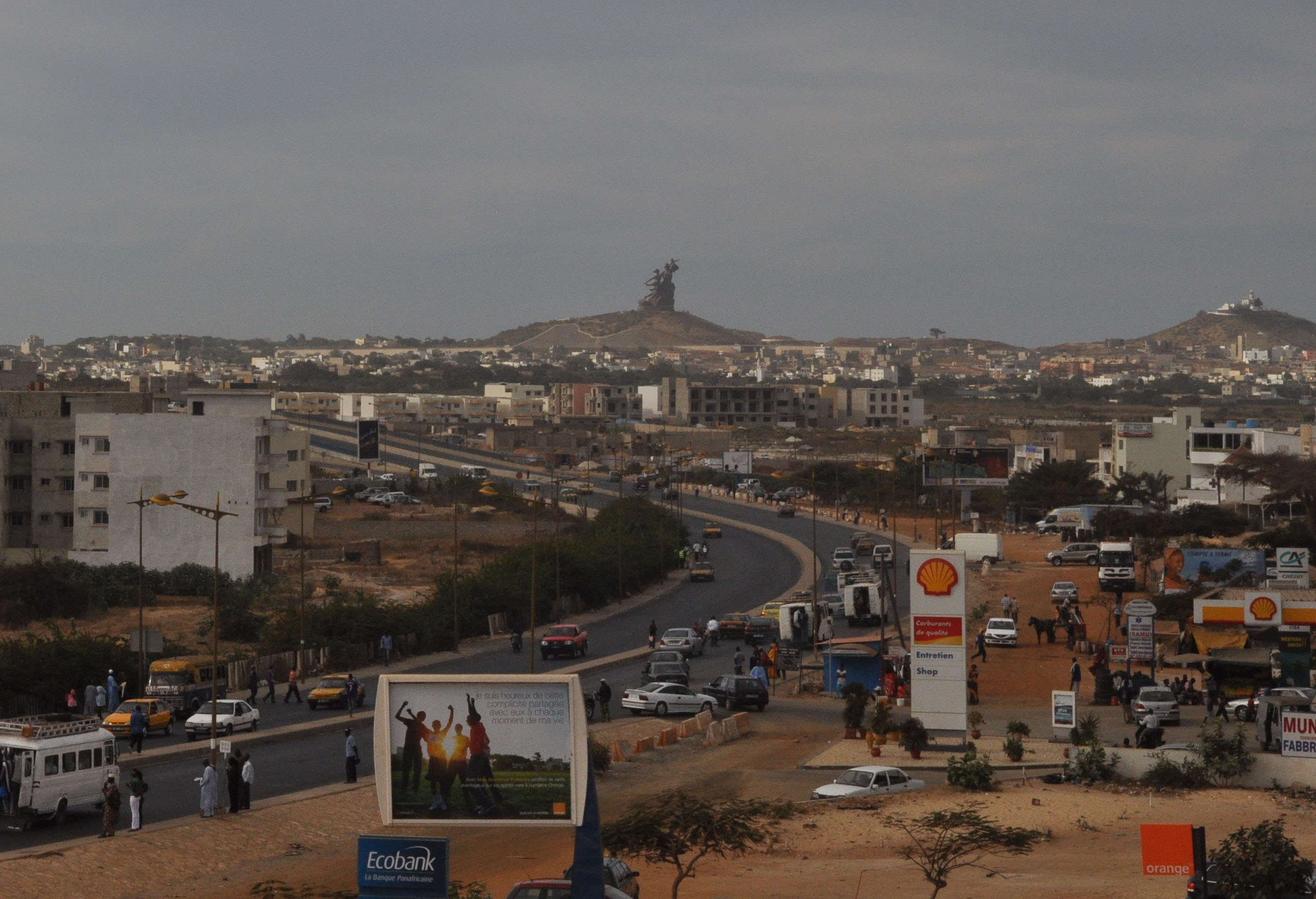
Vue sur les Mamelles

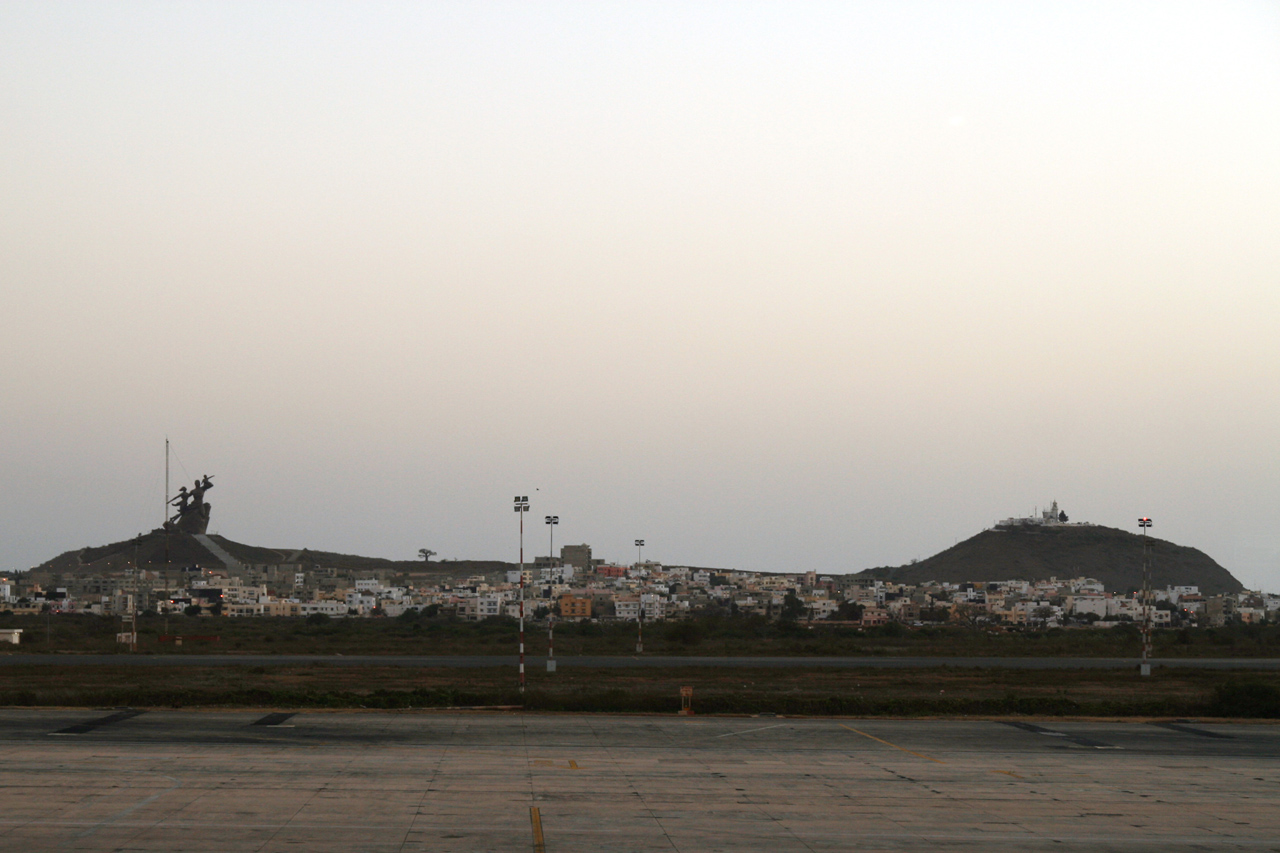
Vue sur les Mamelles depuis l'aéroport Léopold Sédar Senghor

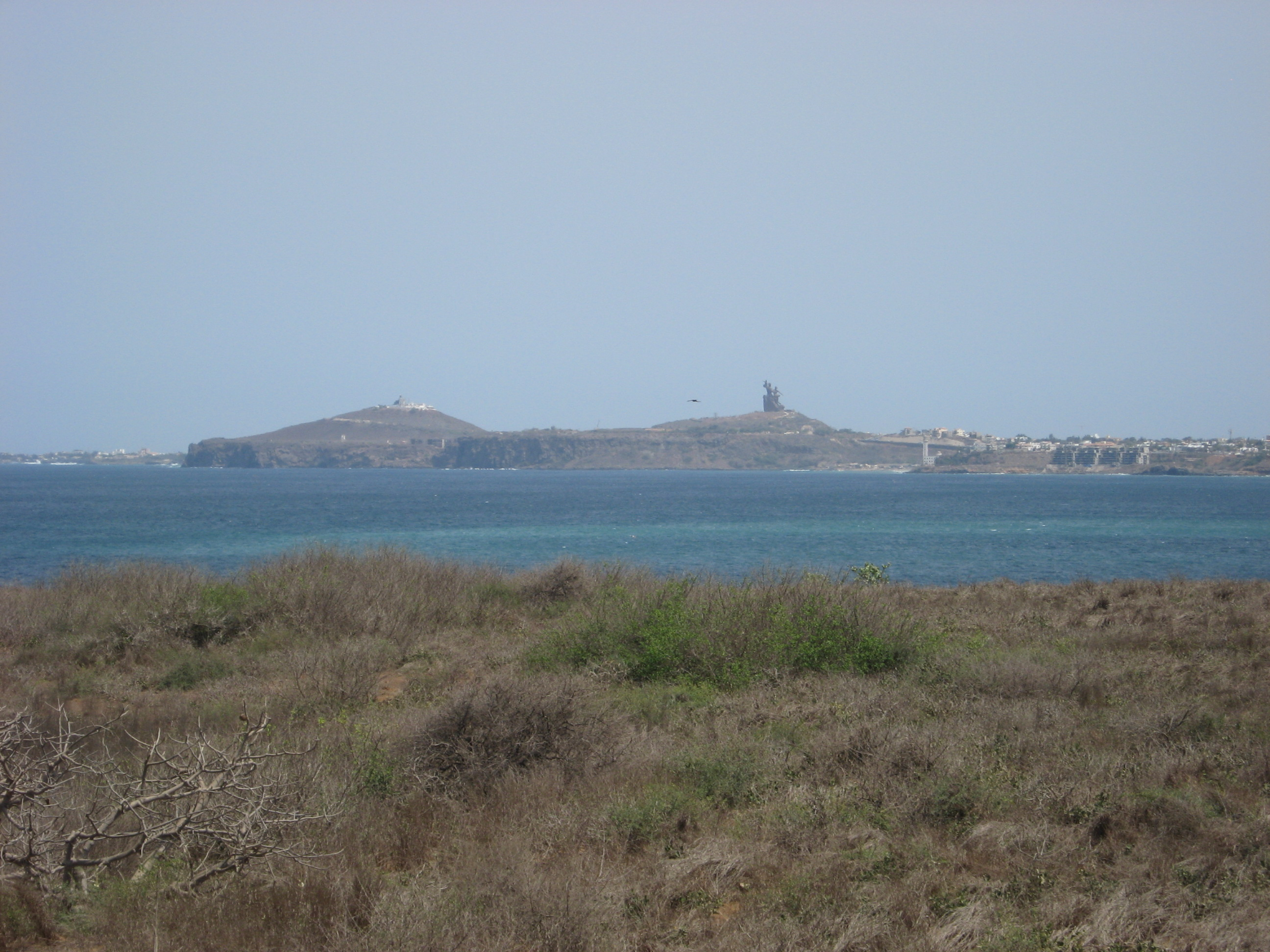
Vue sur les Mamelles depuis les îles de la Madeleine

Les Mamelles sont deux collines volcaniques coniques situées sur la presqu'île du Cap-Vert, à Ouakam, une commune d'arrondissement de Dakar (Sénégal).
Ces buttes, qui culminent à 99 mètres et 105 mètres, sont les vestiges d'un plateau édifié au début du Quaternaire.
Leur altitude est modeste, mais dans une région plate par ailleurs, elles constituent un relief remarqué.
Le phare des Mamelles est édifié sur la plus élevée d'entre elles et sur la seconde se trouve le Monument de la Renaissance africaine.